# Districtul Kiskunmajsa
Kiskunmajsa (în maghiară Kiskunmajsai járás) este un district în județul Bács-Kiskun, Ungaria.
Districtul are o suprafață de 485,13 km2 și o populație de 19.206 locuitori (2013).